# Ostrov Svatého Vavřince
Ostrov svatého Vavřince (anglicky: Saint Lawrence Island) je ostrov v Beringově moři příslušející k Aljašce, nejrozlehlejšímu státu Spojených států amerických.

## Situace
Ostrov se nalézá západně od pevniny Aljašky, jižně od Beringovy úžiny, přibližně kolem 63° 30' severní zeměpisné šířky a 170° západní zeměpisné délky. Ostrov je vzdálen od asijského Čukotského poloostrova náležejícího Rusku pouhých 60 km. Od severoamerické pevniny je ostrov více než dvojnásobně daleko, okolo 140 km.

## Historie
Ostrov býval asi před 10 tisíci léty součást pevninského mostu spojující Ameriku s Asií. Archeologický výzkum dokládá život na ostrovech před 2 a více tisíci léty, kdy občasně sloužíval jako dočasná lovecká základna. Nedávné propojení obou kontinentů je potvrzeno mj. i výskytem rostlin a zvířat z palearktické i nearktické oblasti. Ostrov byl pro Evropu objeven 10. srpna 1728 (v den sv. Vavřince) ruskou výpravou vedenou Dánem Vitusem Beringem. Ostrov je první lokalitou na Aljašce, o které je známo, že ji navštívili evropští objevitelé.
Před hladomorem, který ostrov zasáhl v letech 1878-1880, zde žilo přibližně 4 tisíce domorodců. Po hladomoru zůstal ostrov prakticky vylidněn. V roce 1900 byli na ostrov přivezeni sobi, předtím bylo hlavním zaměstnáním domorodců lov a rybolov.

## Obyvatelé
Původní obyvatelé jsou Eskymáci, mongoloidní obyvatelé dělící se na dvě skupiny, odlišující se kulturou a hlavně jazykem. 

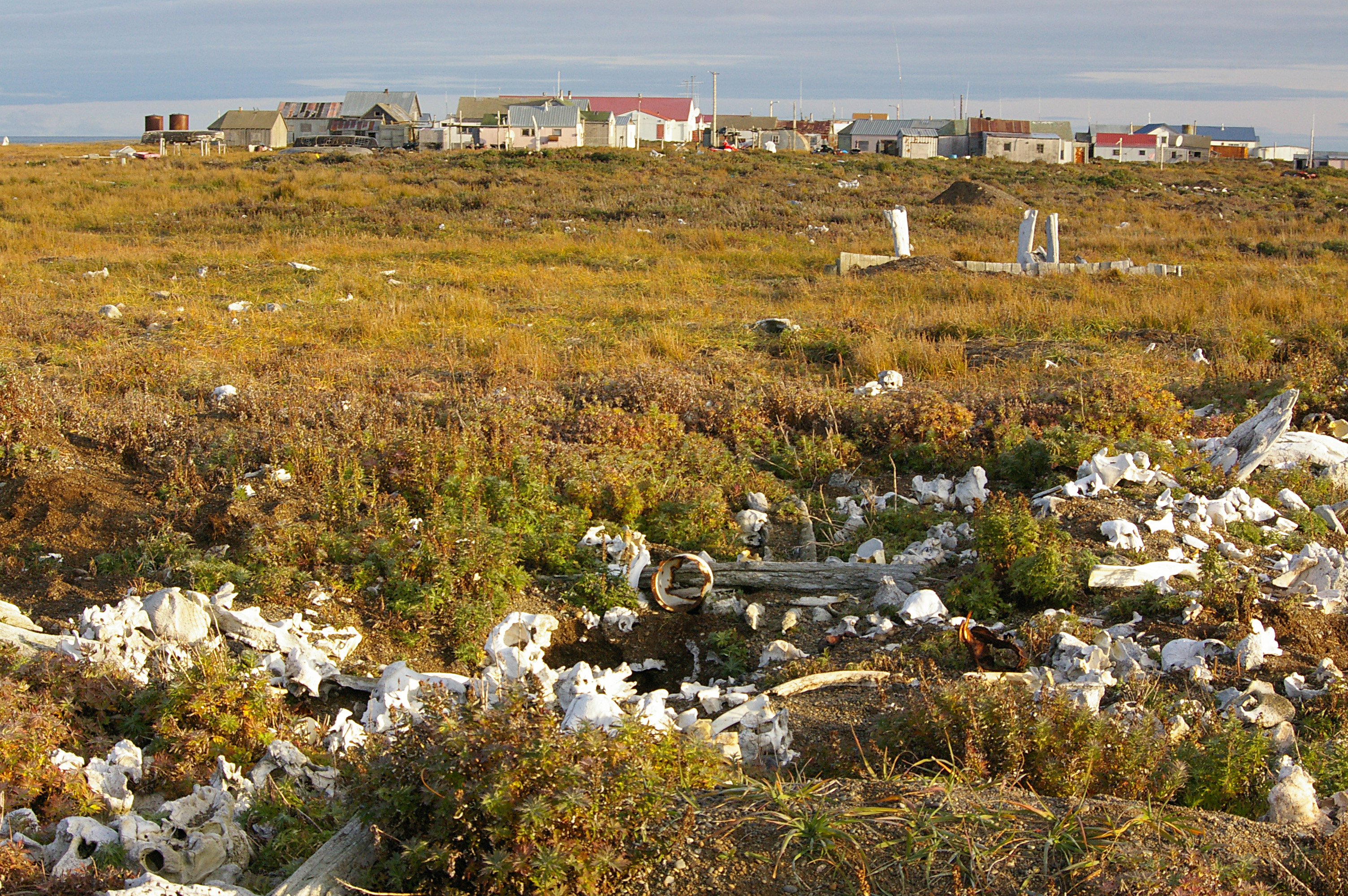
Domy na ostrově

Na západě severní Ameriky a na východě severní Asie žijí Jupikové, na východě severní Ameriky a v Grónsku žijí Inuité (někdy se klade nesprávně rovnítko mezi Eskymák a Inuit). Na Ostrově svatého Vavřince žijí Jupikové tvořící asi 95 % z celé tamní populace. Používají jazyk Yup'ik kterým se hovoří po obou stranách Beringova průlivu, v Americe i v Asii. Svůj ostrov nazývají Sivuqaq.
Živí se lovem velryb, mrožů a tuleňů, chytají ryby, kraby i vodní ptáky, pomáhají si chovem sobů a chudým sběrem plodů a kořenů rostlin. Ještě v polovině 19. století tam žilo asi 4000 lidí, následkem hladomoru jejich počet do konce století klesl na čtvrtinu. Počátkem 20. století byl na ostrově zaveden chov sobů pro potřeby obyvatel přivydělávajících si zručným vyřezáváním do mrožích klů a velrybích kostí. Na ostrově jsou pouze dvě osady, Gambell (660 obyvatel) a Savoonga, u obou jsou malá letiště. Od 2. světové války do začátku 70. let byla na ostrově vojenská základna, zůstalo po ní velmi znečištěné životní prostředí.

## Přírodní podmínky
Řídce osídlený sopečný ostrov je vytvořený čedičovými lávovými proudy, jsou tam patrné stopy po mnoha malých sopečných kuželech.

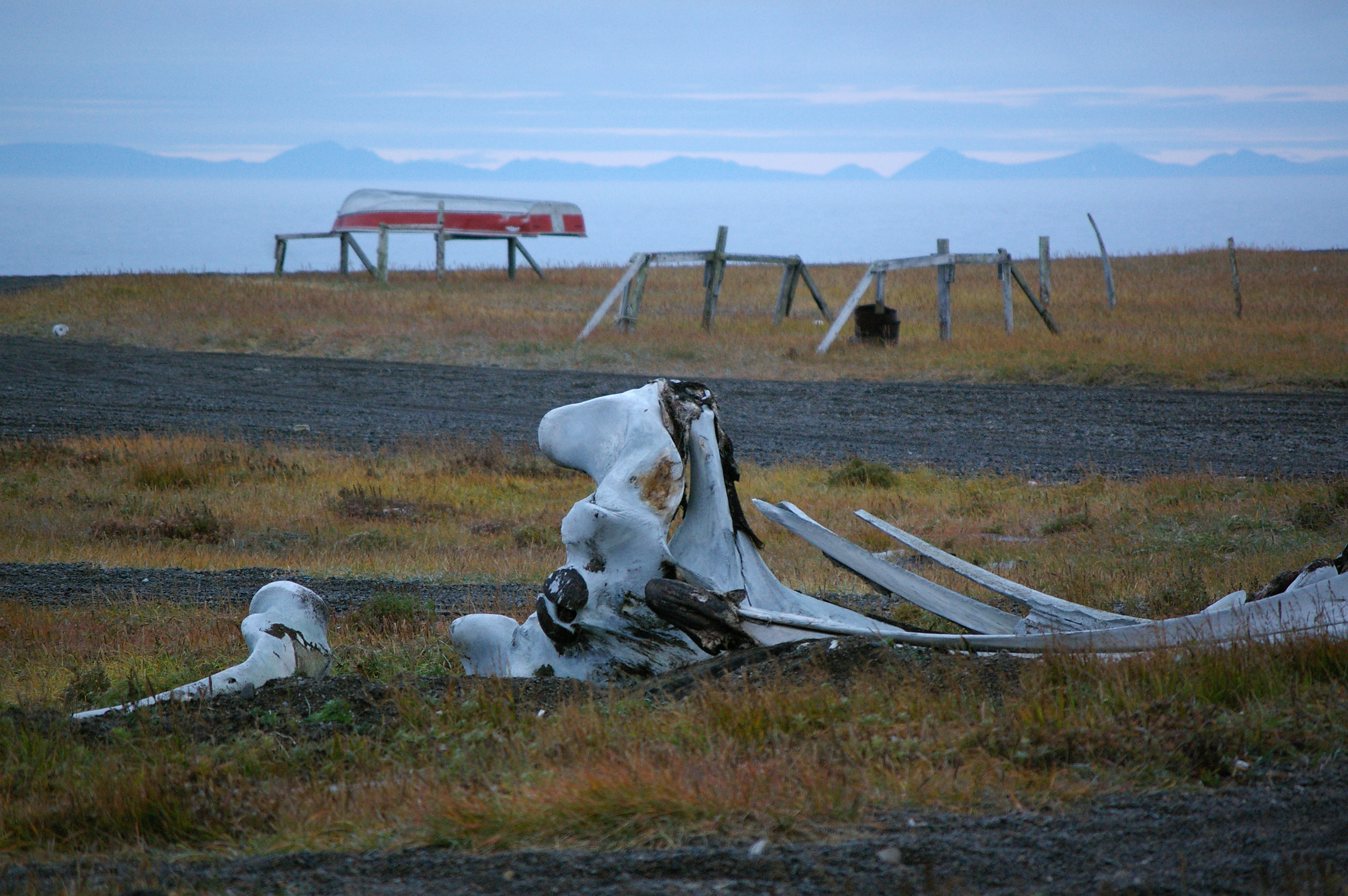
Kostry velryb, v pozadí na obzoru jsou hory Čukotského poloostrova

Pobřeží ve větší východní části ostrova bývá nízké a je charakteristické přítomností mnoha pobřežních lagun. Tato část je bažinatá tundra se stovkami potoků, rybníků, jezer a močálu které bývají po část roku zamrzlé. Naopak skalnaté pobřeží s mnoha útesy a strmými svahy je typické pro břehy východní části ostrova. Tam bývají mnohde jen holé skalnaté planiny nebo sterilní oblázkové pláže.

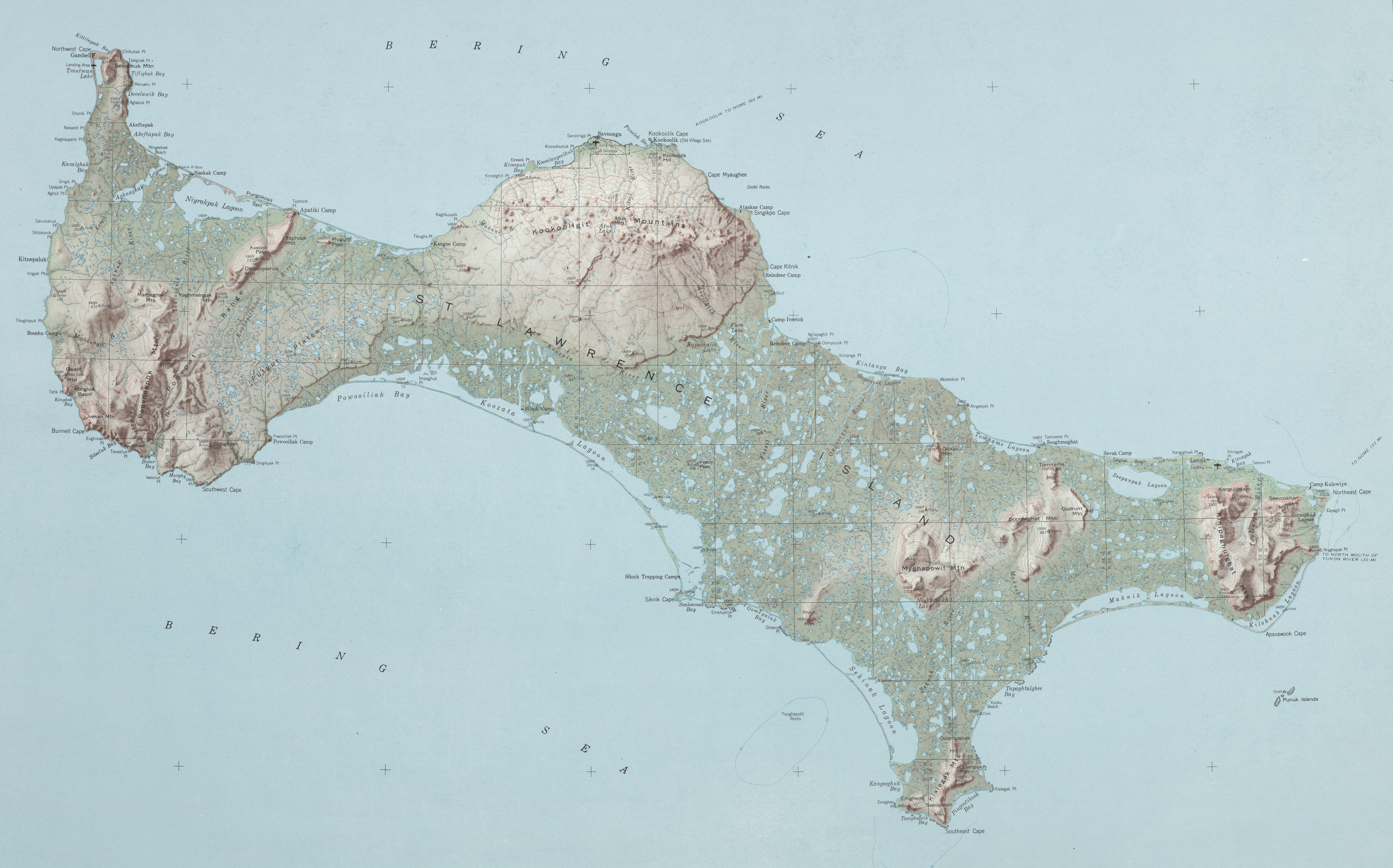
Mapa ostrova

Mělké vody kontinentálního šelfu jsou v okolí ostrova velmi bohaté na živiny přinášené do těchto míst Aljašským proudem, ten dále teče severním směrem podél severozápadního pobřeží Asie a vtéká Beringovým průlivem do Čukotského moře. Množství planktonu, krilu, korýšů a ryb zde láká spousty vodních ptáků, kteří na skaliskách ostrovů také hnízdí ve velkých počtech (cca 5 milionů).
Subarktické klima je na ostrově výrazně ovlivňováno vodami Beringova moře mívající v těchto oblastech po celý rok teplotu mezi 0 °C až +3 °C a většinou nezamrzá. Na pevnině dosahuje teplota v létě průměrně +10 °C a v zimě klesá až pod -20 °C. Vegetační období je zde velmi krátké, od počátku června do konce srpna. Roční úhrn srážek je asi 380 mm, nejvíce prší v červenci a srpnu. První mrazíky přicházejí v listopadu, první led se vytváří v prosinci, přes zimní období napadnou v průměru 2 m sněhu. Vanou zde pravidelné silné větry, v létě z jihu a jihozápadu přinášející déšť a mlhu, v zimě od severozápadu.
Flora na ostrově je ryze tundrovitého charakteru, nejsou zde žádné stromy, z dřevin vyrůstá pouze nízká, keřovitá vrba arktická. Většina rostlin působí v důsledku nízkých letních teplot, trvalých větrů a nízké vrstvy úrodné půdy velice neduživě.